# Správní obvod obce s rozšířenou působností Blansko
Správní obvod obce s rozšířenou působností Blansko je od 1. ledna 2003 jedním ze dvou správních obvodů rozšířené působnosti obcí v okrese Blansko v Jihomoravském kraji. Zahrnuje města Adamov, Blansko a Rájec-Jestřebí a dalších 40 obcí. Rozsah správního obvodu je z většiny shodný se správním obvodem obce s pověřeným obecním úřadem Blansko. Výjimkou je město Adamov, které tvoří samostatný správní obvod obce s pověřeným obecním úřadem.

## Seznam obcí
- Adamov
- Blansko
  - Blansko, Dolní Lhota, Horní Lhota, Hořice , Klepačov, Lažánky, Obůrka, Olešná, Těchov
- Bořitov
- Brťov-Jeneč
  - Brťov u Černé Hory, Jeneč
- Bukovina
- Bukovinka
- Býkovice
- Černá Hora
- Dlouhá Lhota
- Doubravice nad Svitavou
- Habrůvka
- Holštejn
- Jedovnice
- Kotvrdovice
- Krasová
- Křtiny
- Kulířov
- Kuničky
- Lažany
- Lipovec
  - Lipovec, Marianín
- Lipůvka
- Lubě
- Malá Lhota
- Milonice
- Olomučany
- Ostrov u Macochy
- Petrovice
- Rájec-Jestřebí
  - Holešín, Jestřebí, Karolín, Rájec
- Ráječko
- Rudice
- Senetářov
- Sloup
- Spešov
- Svinošice
- Šebrov-Kateřina
  - Svatá Kateřina, Šebrov
- Šošůvka
- Újezd u Černé Hory
- Vavřinec
  - Suchdol, Veselice, Vavřinec
- Vilémovice
- Vysočany
  - Housko, Molenburk
- Závist
- Žďár
- Žernovník

## Obyvatelstvo
| Rok  | Obyv.  | ± %    |
| ---- | ------ | ------ |
| 1869 | 30 319 | —      |
| 1880 | 32 220 | +6,3 % |
| 1890 | 33 023 | +2,5 % |
| 1900 | 35 307 | +6,9 % |
| 1910 | 38 599 | +9,3 % |

| Rok  | Obyv.  | ± %     |
| ---- | ------ | ------- |
| 1921 | 38 897 | +0,8 %  |
| 1930 | 39 959 | +2,7 %  |
| 1950 | 39 930 | −0,1 %  |
| 1961 | 45 716 | +14,5 % |
| 1970 | 48 295 | +5,6 %  |

| Rok  | Obyv.  | ± %     |
| ---- | ------ | ------- |
| 1980 | 53 169 | +10,1 % |
| 1991 | 54 093 | +1,7 %  |
| 2001 | 53 805 | −0,5 %  |
| 2011 | 55 152 | +2,5 %  |
| 2021 | 56 023 | +1,6 %  |